# جوني هاي (موسيقي)
جوني هاي (بالإنجليزية: Johnnie High)‏ هو موسيقي أمريكي، ولد في 1 مايو 1929، وتوفي في 17 مارس 2010 بسبب قصور القلب.